# シチェドリン (小惑星)
シチェドリン (4625 Shchedrin) は、小惑星帯の小惑星。リュドミーラ・カラチキナがクリミア天体物理天文台で発見した。
ソ連の指導的な作曲家、ロディオン・シチェドリンに因んで名付けられた。